# Trek-Segafredo/Saison 2016
Diese Liste beschreibt die Mannschaft und die Erfolge des Radsportteams Trek-Segafredo in der Saison 2016.

## Erfolge in der UCI WorldTour
In den Rennen der UCI WorldTour Saison 2016 der UCI WorldTour gelangen die nachstehenden Erfolge.
| Datum    | Rennen                            | Sieger            |
| -------- | --------------------------------- | ----------------- |
| 15. März | 7. Etappe Tirreno-Adriatico (EZF) | Fabian Cancellara |
| 11. Juni | 1. Etappe Tour de Suisse (EZF)    | Fabian Cancellara |
| 14. Juli | 3. Etappe Tour de Pologne         | Niccolò Bonifazio |
| 30. Juli | Clásica San Sebastián             | Bauke Mollema     |

## Erfolge in der UCI America Tour
In den Rennen der UCI America Tour Saison 2016 der UCI America Tour gelangen die nachstehenden Erfolge.
| Datum        | Rennen                          | Kat. | Sieger        |
| ------------ | ------------------------------- | ---- | ------------- |
| 5. August    | 5. Etappe Tour of Utah          | 2.HC | Kiel Reijnen  |
| 4. September | 4. Etappe Tour of Alberta (EZF) | 2.1  | Bauke Mollema |

## Erfolge in der UCI Asia Tour
In den Rennen der UCI Asia Tour Saison 2016 der UCI Asia Tour gelangen die nachstehenden Erfolge.
| Datum       | Rennen                   | Kat. | Sieger          |
| ----------- | ------------------------ | ---- | --------------- |
| 20. Oktober | 1. Etappe Abu Dhabi Tour | 2.HC | Giacomo Nizzolo |

## Erfolge in der UCI Europe Tour
In den Rennen der UCI Europe Tour Saison 2016 der UCI Europe Tour gelangen die nachstehenden Erfolge.
| Datum       | Rennen                           | Kat. | Sieger            |
| ----------- | -------------------------------- | ---- | ----------------- |
| 30. Januar  | Trofeo Serra de Tramuntana       | 1.1  | Fabian Cancellara |
| 19. Februar | 3. Etappe Volta ao Algarve (EZF) | 2.1  | Fabian Cancellara |
| 28. Februar | Kuurne–Brüssel–Kuurne            | 1.HC | Jasper Stuyven    |
| 5. März     | Strade Bianche                   | 1.HC | Fabian Cancellara |
| 19. April   | 1. Etappe Kroatien-Rundfahrt     | 2.1  | Giacomo Nizzolo   |
| 21. April   | 3. Etappe Kroatien-Rundfahrt     | 2.1  | Giacomo Nizzolo   |
| 22. April   | 4. Etappe Kroatien-Rundfahrt     | 2.1  | Riccardo Zoidl    |
| 26. Mai     | 1. Etappe Belgien-Rundfahrt      | 2.HC | Edward Theuns     |
| 9. Juni     | GP Kanton Aargau                 | 1.HC | Giacomo Nizzolo   |

## Erfolge bei den Nationalen Straßen-Radsportmeisterschaften
In den Rennen zu den Nationalen Straßen-Radsportmeisterschaften 2016 gelangen die nachstehenden Erfolge.
| Datum      | Rennen                                     | Sieger            |
| ---------- | ------------------------------------------ | ----------------- |
| 10. Januar | Australische Meisterschaft – Straßenrennen | Jack Bobridge     |
| 22. Juni   | Schweizer Meisterschaft – Einzelzeitfahren | Fabian Cancellara |
| 26. Juni   | Italienische Meisterschaft – Straßenrennen | Giacomo Nizzolo   |

## Zugänge – Abgänge
| Zugänge           | Team 2015                                  | Abgänge            | Team 2016                                  |
| ----------------- | ------------------------------------------ | ------------------ | ------------------------------------------ |
| Kiel Reijnen      | UnitedHealthcare Professional Cycling Team | Jesse Sergent      | AG2R La Mondiale                           |
| Niccolò Bonifazio | Lampre-Merida                              | Fabio Silvestre    | Leopard Development Team                   |
| Jack Bobridge     | Team Budget Forklifts                      | Hayden Roulston    | Laufbahn beendet                           |
| Edward Theuns     | Topsport Vlaanderen-Baloise                | Matthew Busche     | UnitedHealthcare Professional Cycling Team |
| Peter Stetina     | BMC Racing Team                            | Kristof Vandewalle | Laufbahn beendet                           |
| Ryder Hesjedal    | Team Cannondale-Garmin                     | Gert Steegmans     | Laufbahn beendet                           |
| Julien Bernard    | Neoprofi                                   | Daniel McConnell   |                                            |
|                   |                                            | Calvin Watson      | An Post-Chain Reaction                     |
|                   |                                            | Bob Jungels        | Etixx-Quick Step                           |
|                   |                                            | Danny Van Poppel   | Team Sky                                   |

## Mannschaft
| Teamkader 2016                                             | Teamkader 2016    | Teamkader 2016     | Teamkader 2016                      |
| Name                                                       | Geburtsdatum      | Land               | Vorheriges Team                     |
| ---------------------------------------------------------- | ----------------- | ------------------ | ----------------------------------- |
| Eugenio Alafaci                                            | 9. August 1990    | Italien            | Leopard-Trek Continental (2013)     |
| Julián Arredondo                                           | 30. Juli 1988     | Kolumbien          | Nippo-De Rosa (2013)                |
| Fumiyuki Beppu                                             | 10. April 1983    | Japan              | Orica-GreenEDGE (2013)              |
| Julien Bernard                                             | 17. März 1992     | Frankreich         | SCO Dijon (2015)                    |
| Jack Bobridge                                              | 13. Juli 1989     | Australien         | Budget Forklifts (2015)             |
| Niccolò Bonifazio                                          | 29. Oktober 1993  | Italien            | Lampre-Merida (2015)                |
| Fabian Cancellara                                          | 18. März 1981     | Schweiz            | Saxo Bank (2010)                    |
| Marco Coledan                                              | 22. August 1988   | Italien            | Bardiani CSF (2014)                 |
| Stijn Devolder                                             | 29. August 1979   | Belgien            | Vacansoleil-DCM (2012)              |
| Laurent Didier                                             | 19. Juli 1984     | Luxemburg          | Saxo Bank-Sungard (2011)            |
| Fabio Felline                                              | 29. März 1990     | Italien            | Androni Giocattoli-Venezuela (2013) |
| Ryder Hesjedal                                             | 9. Dezember 1980  | Kanada             | Cannondale-Garmin (2015)            |
| Markel Irízar                                              | 5. Februar 1980   | Spanien            | Team RadioShack (2011)              |
| Bauke Mollema                                              | 26. November 1986 | Niederlande        | Belkin (2014)                       |
| Giacomo Nizzolo                                            | 30. Januar 1989   | Italien            | Trevigiani Dynamon Bottoli (2010)   |
| Jaroslaw Popowytsch (1. Jan.–16. Mai)                      | 4. Januar 1980    | Ukraine            | Team RadioShack (2011)              |
| Grégory Rast                                               | 17. Januar 1980   | Schweiz            | Team RadioShack (2011)              |
| Kiel Reijnen                                               | 1. Juni 1986      | Vereinigte Staaten | UnitedHealthcare (2015)             |
| Fränk Schleck                                              | 15. April 1980    | Luxemburg          | Saxo Bank (2010)                    |
| Peter Stetina                                              | 8. August 1987    | Vereinigte Staaten | BMC Racing Team (2015)              |
| Jasper Stuyven                                             | 17. April 1992    | Belgien            | Bontrager (2013)                    |
| Edward Theuns                                              | 30. April 1991    | Belgien            | Topsport Vlaanderen-Baloise (2015)  |
| Boy van Poppel                                             | 18. Januar 1988   | Niederlande        | Vacansoleil-DCM (2013)              |
| Riccardo Zoidl                                             | 8. April 1988     | Österreich         | Gourmetfein Simplon (2013)          |
| Haimar Zubeldia                                            | 1. April 1977     | Spanien            | Team RadioShack (2011)              |
| Piet Allegaert (1. Aug.–31. Dez., Stagiaire)               | 20. Januar 1995   | Belgien            | EFC-Etixx (2016)                    |
| Jacopo Mosca (1. Aug.–31. Dez., Stagiaire)                 | 29. August 1993   | Italien            | Trek-Segafredo (2016)               |
|                                                            |                   |                    |                                     |
| Quellen: ProCyclingStats Cycling Quotient Cycling Archives |                   |                    |                                     |